# Стратіївська сільська рада
| Стратіївська сільська рада — колишній орган місцевого самоврядування у Чечельницькому районі Вінницької області з адміністративним центром у с. Стратіївка. Сільській раді підпорядковані населені пункти: - с. Стратіївка |

## Склад ради
Рада складається з 16 депутатів та голови.

## Керівний склад сільської ради
| ПІБ                          | Основні відомості                                                                       | Дата обрання | Дата звільнення |
| ---------------------------- | --------------------------------------------------------------------------------------- | ------------ | --------------- |
| Христич Тамара Олексіївна    | Сільський голова, 1958 року народження, освіта, член Соціалістичної партії України      | 26.03.2006   | 31.10.2010      |
| Ланецький Володимир Іванович | Сільський голова, 1961 року народження, освіта середня спеціальна, член Партії регіонів | 31.10.2010   | 25.10.2015      |
| Бартко Володимир Іванович    | Сільський голова, 1965 року народження, освіта не закінчена вища, безпартійний          | 25.10.2015   |                 |

Примітка: таблиця складена за даними джерела